# 臘一炮台
臘一炮台是曾位於澳門嘉思欄炮台下層之炮台，至今已不存在。昔日的臘一炮台主要是協助嘉思欄炮台，防衛澳門的沿海地區之安全。

## 沿革
臘一炮台始建於1872年1月10日（即清同治十年），由於正值農曆12月的初一，因而起名。昔日炮台設置7門大炮，其射程可遠至氹仔的雞頸山（現稱：大潭山）。1934年，南灣進行填海，臘一炮台終被拆卸。

## 外部連結
- 澳門百科全書：臘一炮台